# Пеллат, Генри
Сэр Генри Милль Пеллат (6 января 1859, Кингстон, Онтарио, Канада — 8 марта 1939, Торонто) — бизнесмен и канадский солдат. Инвестиции в гидроэнергетику и железные дороги принесли ему огромное состояние. В 1905 году он был посвящён в рыцари в знак признания его военной службы королю Эдуарду VII. Получил звание генерал-майора пехотинцев королевы. Сегодня наиболее известен постройкой неоготического замка Каса Лома.

## Биография
Сэр Генри начал деловую карьеру в фирме своего отца «Пеллат и Пеллат». В 1882 году женился на Марии Доджсон. Большая часть состояния сэра Генри была приобретена за счет инвестиций в водную и железнодорожную инфраструктуру.